# مجيد انتظامي

## فيلموغرافيا
- 2010 - والسماء الزرقاء (وثائقي)
- 2005 - Tabl-e bozorg zir-e pai-e الفصل
- 2004 - مبارزة
- 2003 - نورا
- 2002 - Divanei az ghafas parid
- 2002 - أنا ترانة، عمري خمسة عشر سنة
- 2000 - احتجاج
- 1999 - وكالة الزجاج
- 1998 - حب بلا حدود
- 1997 - سانت ماري
- 1996 - لحظة من البراءة
- 1995 - Booy-E Pirahan-E Yusef
- 1995 - العدو
- 1995 - اليوم المشؤوم
- 1995 - قمة العالم
- 1995 - الناجي
- 1994 - Del va Deshne
- 1994 - طريق المجد
- 1994 - The Stuntman
- 1994 - الهجوم على H3
- 1993 - اخرين خون
- 1992 - من الكرخة إلى راين
- 1992 - أزاراخش
- 1992 - الطعم
- 1992 - الرجل الذي لم يكتمل
- 1992 - ناصر الدين شاه ، ممثل السينما الإلكترونية
- 1991 - أفينار
- 1991 - المنفيين
- 1991 - فازل نيكان
- 1990 - أتاش بينان
- 1990 - يا منفي
- 1990 - راز خنجر
- 1989 - مدرسة رجائي
- 1989 - Shab-e bist o nohom
- 1989 - بائع متجول
- 1988 - الكناري الأصفر
- 1988 - قطار
- 1987 - Ashianeye mehr
- 1987 - كاني مانجا
- 1987 - الدراج
- 1986 - Dozd o nevisande
- 1986 - بيلاك
- 1986 - المسدس المكسور
- 1986 - المدرسة الثانوية
- 1985 - جيردباد
- 1984 - أغاب ها
- 1983 - سردار جنغال

## روابط خارجية
- مجيد انتظامي على موقع IMDb (الإنجليزية)
- مجيد انتظامي على موقع ميوزك برينز (الإنجليزية)
- مجيد انتظامي على موقع ديسكوغز (الإنجليزية)
- مجيد انتظامي على موقع قاعدة بيانات الفيلم (الإنجليزية)